# L'Homme tordu
L'Homme tordu (Hellboy: The Crooked Man and Others) est un recueil d’histoires de la série Hellboy, et son onzième tome publié aux éditions Delcourt.

## Synopsis
L'Homme tordu : Hellboy aide un jeune homme, de retour dans sa région natale, à se libérer d'une promesse faite au diable lorsqu'il était jeune, à lutter contre une sorcière de sa connaissance et à sauver une de ses amies du pouvoir que des sorcières ont sur elles. Ils trouvent refuge dans l'église d'un prêtre aveugle, mais sont rapidement entourés par nombre d'êtres maléfiques. Ils doivent tenir jusqu'au lever du jour, chacun tour à tour est tenté par l'Homme tordu…
Eux qui ont pris la mer dans ces bateaux : un homme est assassiné, et se fait voler le crâne de Barbe-Noire. Le BPRD est averti par un médium, et envoie sur les lieux Hellboy et Abe Sapien pour empêcher le pirate de revenir à la vie.
Dans la chapelle de Moloch : le manager d'un peintre est inquiet pour son client, et appelle le BPRD à la rescousse. Hellboy se rend donc au Portugal, et découvre que le peintre Jerry a sculpté une gigantesque icône d'argile, à l'effigie de Moloch, un Dieu-Monstre. Celui-ci prend forme et attaque Hellboy.
Le Grain de beauté : alors qu'il joue au poker avec des fantômes, Hellboy constate qu'un grain de beauté sur sa main prend des proportions inquiétantes. Le grain de beauté grossit de plus en plus et en laisse sortir une version démoniaque du héros, qui laisse sa mue derrière lui, mais récupère la Main de l'Apocalypse…

## Commentaires
- Le volume se clôt par un carnet de croquis et une galerie d'illustrations.

## Publication
- Hellboy: The Crooked Man (#1-3, 2008)
- Hellboy: They That Go Down to the Sea in Ships (2007)
- The Mole (2008)
- Hellboy: In the Chapel of Moloch (2008)
- Hellboy: The Crooked Man and Others (TPB, 2010)
- Delcourt (collection « Contrebande »), 2011

## Adaptation
The Crooked Man est adapté au cinéma dans Hellboy: The Crooked Man (2024) de Brian Taylor.